# Automola rufa
Automola rufa är en tvåvingeart som beskrevs av Cresson 1906. Automola rufa ingår i släktet Automola och familjen Richardiidae. Inga underarter finns listade i Catalogue of Life.